# اومرون
اومرون (انگلیسی: Omron) (ژاپنی: オムロン株式会社, ) شرکت الکترونیک ژاپنی است، که در زمینه تولید تجهیزات الکتریکی و الکترونیکی، تجهیزات خودکارسازی و اتوماسیون صنعتی، قطعات الکترونیکی خودرو، تجهیزات پزشکی و ابزارهای مراقبت سلامت فعالیت می‌نماید.
شرکت اومرون در سال ۱۹۳۳ توسط کازوما تاتسی، در شهر اوساکا تأسیس شد. دفتر مرکزی این شرکت در شهر شیموگیو، کیوتو، ژاپن قرار دارد و بخشی از سهام آن در بازارهای بورس توکیو، بورس اوساکا و بورس فرانکفورت معامله می‌شود